# Mare de Déu del Puig de Meià
La Mare de Déu del Puig de Meià o Sant Cristòfol del Puig de Meià és una església del municipi de Vilanova de Meià (Noguera) protegida com a bé cultural d'interès local.
L'església és al cim del turó sobre el poble de Vilanova de Meià, on es conserven les restes del castell de Meià i d'altres construccions alt-medievals situades al planell que forma el cim. Pel fet que s'hi venerava una imatge de la Mare de Déu, se l'anomena el santuari de la Mare de Déu del Puig. La imatge fou traslladada a la parròquia de Sant Salvador de Vilanova. L'antiga advocació era de Sant Cristòfol.

## Història
Era inicialment la parroquial de tot el terme del castell de Meià. En mantingué les funcions fins al segle xii, quan s'edificà la vila nova al peu del puig, amb el castell i la nova església de Sant Salvador. Aleshores es convertí en simple santuari. Possiblement es construí al segle ix, si és certa la inscripció que Roig i Jalpí diu haver vist en una làpida sobre el portal d'entrada, que deia «Any del Senyor 815. En nom de Crist la present església fou feta». La pedra encara es conserva però repicada i l'asseveració de Roig i Jalpí no es pot comprovar. De fet, la conca de Meià, sobretot aquesta part, no es despobla mi del tot i l'any 815 podia estar sota control cristià. Església i població haurien estat destruïdes l'any 1003 en la incursió d'Abd-al-Malik al castell de Meià. L'any 1037 el bisbe Eribau d'Urgell consagrà un nou temple. Entorn el 1040, formava part, com a parròquia de Meià, de la dotació d'esglésies que feu Guillem de Meià al Monestir de Meià que ell fundà. L'any 1095, un net del fundador, Ermengol, donà al monestir tots els drets que tenia a l'església de Meià i totes les que li estaven subjectes, és a dir, també es refereix a Sant Cristòfol.
L'any 1276 l'església de Meià ja no era parroquial. En aquesta data i després de conflictes entre el rector de Sant Salvador de Vilanova i el prior de Santa Maria de Meià, el rector de Vilanova, Guillem de Fragosa, renuncià a favor del prior Guillem de Tous a l'església de Sant Cristòfol i les seves sufragànies i drets. Després de la desfeta de 1396 de Mateu de Foix fou l'únic edifici que resistí. L'any 1928 el santuari va patir un incendi en el qual es van perdre molts objectes de culte i les pintures romàniques murals de l'absis.

## Arquitectura
Construcció de gran interès, tant per la complexitat de les estructures com pel procés constructiu i els interrogants que presenta. Té una sola nau de planta rectangular coberta amb volta de canó reforçada per cinc arcs torals que arrenquen de pilars rectangulars amb impostes amb decoració incisa. Aquesta decoració sembla indicar que les impostes són reaprofitades d'estructures anteriors. La nau és capçada a llevant per un gran absis semicircular de perfil ultrapassat més ample que la nau a la qual s'obre mitjançant un dels arcs torals que arrenca de dos grans permòdols de perfil graonat.
La porta d'entrada és d'arc de mig punt amb dovelles llises refoses al mur mitjançant un guardapols fet amb llosetes extradossades. S'obre a la façana sud on també s'observa una porta paredada feta amb arc de mig punt. Simètrica a aquesta, en la façana nord, n'hi ha una altra també d'arc de mig punt, més petita. Al mur de ponent s'obre una petita finestra cruciforme i a la façana sud n'hi ha tres de doble esqueixada, la més propera a ponent té un arc monolític i les altres tenen arcs formats per lloses i una factura més rústega. Les façanes no són decorades llevat el sector sud de la façana absidal on hi ha un ràfec bisellat. Al capdamunt del mur de ponent hi ha un campanar d'espadanya que- d'una manera anòmala- es recolza perpendicularment a la teulada, fent-se així visible des de Vilanova de Meià.
Tot el sector de ponent, des de la meitat de la façana sud i gairebé tot el mur nord, els pilars i els arcs interiors són construïts amb aparell de carreuó, ben escairat, sense polir i disposat en filades uniformes. Contrasta amb el sector de llevant de la façana sud, format per lloses i blocs de pedra sense treballar, molt més irregular. A l'est del mur nord hi ha restes d'unes filades en «opus spicatum». L'absis està fet de carreu petit ben escairat.
L'estat de l'estructures permet de suposar fins a tres fases constructives, sense excloure que les dues primeres fossin, de fet, un únic procés constructiu. Sembla que l'absis correspondria a un primer edifici, d'estructura imprecisa, relacionable amb els extrems de llevant de la nau. Els murs laterals podrien correspondre a una primera reforma de l'edifici originari que, per les dimensions, podria ser un edifici exempt de planta central. D'altra banda, sembla que la part nord amb el mur parcialment arrebossat i el cos prismàtic on hi ha la porta -amb vestigis d'aparell d'espiga- podria correspondre a una fase anterior a la del mur sud, que és l'única de les fases primitives datable amb una certa fiabilitat, ja que la tècnica pertany a les formes usuals del segle xi. Sembla raonable establir que l'absis i l'est del mur nord correspondrien a fases anteriors al segle XI; la meitat de llevant del mur sud seria del segle xi i s'hauria de datar la part de ponent i l'estructura interior de la nau, a la fi del segle xi o principi del segle xii, fase en que s'aprofitarien els elements esculpits de les impostes dels edificis anteriors.